# ヴェルムーア
ヴェルムーア（英称：Valmuer）は、輸入及びオリジナルの衣類や雑貨などを販売するコンセプト型のファッションセレクトショップである。

## 概要
2014年4月に、WINSTON株式会社が東京都港区表参道に創業した。「人と人を繋ぐ」というコンセプトのもと、オリジナル企画商品のgarden by Valmuer（ガーデンバイヴェルムーア）や、世界中のハイエンドなインポート・コレクション、日本国内では取り扱い希少な国内外ブランドまで、ファウンダー・ディレクターのクリスティン・ウェイによって厳選されたファッションアイテムが並ぶ。ファッション&カルチャーを発信する、スタイリッシュな空間を提案している。扱っているインポートブランドは、Alexander McQUEEN、Antonio Marras、Giles、 TE 、Sara Battagliaのバッグコレクション、など、ラグジュアリーかつ個性的なセレクションである。ショップの内装デザインは谷山直義によって、「調和と矛盾」をテーマに作り上げられた。

## 由来
店名の「ヴェルムーア （Valmuer）」はデンマーク語でポピーを意味する。

## 歴史
2015年
garden by Valmuerより新しいランジェリーラインが誕生。記念すべきデビューコレクションは、モデル・女優の佐々木希をデザイナーとして迎えた。Valmuerディレクター・Christine Weiとのコラボレーションデザインとなるコレクションは2人のインスピレーションが重なって実現した、フェミニンな色使いが印象的で女性心をくすぐるリファインドなコレクションライン。佐々木希を招きしショップにてローンチトークイベントを開催。
2016年
パリ発コレクションブランド　Choyo Joo Collection Fall/Winter 2016-17 展示会を開催。世界的ファションブロガーのCHIARA FERRAGNI のファッションブランドのシューズコレクションの展示会を国内で初めて開催。表参道のファッションの祭典、VOGUE FASHION’S NIGHT OUT に参加 当日よりイタリア発ブランドMETROCITY AW Collection受注会を開催。森星×Valmuer×イタリアインディペンデント、オリジナルサングラスローンチ。
2017年
イタリア・バルセロナ発BAGブランドNITA SURIを取り扱い開始。デザイナーを招待し、ローンチパーティを国内初開催。
2018年
メトロシティイベント開催。VOGUE FASHION NIGHT OUT参加。
2019年
Youtubeチャンネル開始。海外オンラインストア開始。VOGUE FASHION NIGHT OUT参加。